# Margaret Murnane
Margaret Mary Murnane, née le 23 janvier 1959 à Limerick, est une physicienne irlandaise. Elle est professeur distingué de physique à l’Université du Colorado à Boulder, après avoir été à l’Université du Michigan et à l'Université d'État de Washington. Elle est actuellement directrice du STROBE NSF Science and Technology Center et compte parmi les chercheurs les plus actifs dans la science du laser.
Ses domaines de recherche portent sur des sujets tels que la physique atomique, moléculaire et optique, les nanosciences, la technologie laser, les matériaux et la dynamique chimique, la physique des plasmas et la science de l’imagerie. Ses travaux lui ont valu de nombreuses récompenses,,, notamment la bourse MacArthur en 2000, la médaille Frederic Ives/prix Quinn en 2017, plus haute distinction de l'Optical Society, et la médaille Benjamin Franklin en physique en 2021.

## Biographie
Margaret Mary Murnane nait et grandit dans le Comté de Limerick, en Irlande. Elle s'intéresse à la physique grâce à son père, instituteur . Elle obtient sa licence et sa maitrise à l'University College Cork. Elle déménage aux États-Unis pour étudier à l’Université de Californie à Berkeley, où elle obtient son doctorat en 1989. Elle est mariée au professeur de physique Henry Kapteyn. Ils travaillent ensemble et exploitent leur propre laboratoire au JILA de l'Université du Colorado.

## Carrière
Margaret Mary Murnane est l’une des fondatrices de la science des rayons X ultrarapides, ayant régulièrement apporté des contributions transformatrices dans ce domaine depuis les années 1980. Elle est également l'une des physiciennes expérimentales de laboratoire les plus accomplies aux États-Unis, se distinguant notamment pour avoir développé de manière indépendante son laboratoire universitaire, avec le professeur Kapteyn.
Dans leur laboratoire, les professeurs Murnane, Kapteyn et leurs étudiants fabriquent des lasers dont les faisceaux clignotent comme une lumière stroboscopique, où chaque flash est un trillion de fois plus rapide. Ces lasers permettent d'enregistrer les mouvements des atomes dans les réactions chimiques, et des atomes et des électrons dans les systèmes de matériaux. Certains de ses lasers peuvent générer des impulsions de moins de 10 femtosecondes.
Ces travaux ont permis l'utilisation de cette nouvelle source d'énergie pour effectuer des découvertes fondamentales dans des domaines allant de la dynamique atomique et chimique de base à la dynamique des matériaux, en passant par la nano-imagerie. La Dr Murnane est également l'une des fondatrices de la « science attoseconde », ayant réalisé des expériences fondamentales qui, pour la première fois, ont démontré la capacité de manipuler la dynamique des électrons avec une précision de l'attoseconde.

## Distinctions
- 1990 : Prix Marshall N. Rosenbluth pour la thèse de doctorat exceptionnelle de la Société américaine de physique[2]
- 1991 : Prix présidentiel du jeune chercheur de la Fondation nationale pour la science
- 1997 : Prix Maria Goeppert-Mayer de la Société américaine de physique[3]
- 2003 : Prix commémoratif Richtmyer de l'Association américaine des enseignants de physique
- 2005 : Prix du diplômé distingué de l'Université de Cork, Irlande
- 2010 : Prix Arthur L. Schawlow en science du laser
- 2010 : Prix R. W. Wood, de l'Optical Society[9]
- 2011 : Médaille Boyle
- 2012 : Prix Willis E. Lamb pour la science du laser et de l'optique quantique[10]
- 2015 : Docteur honorifique du Trinity College Dublin, Irlande[11]
- 2016 : Docteur honorifique de la faculté de sciences et de technologie de l'Université d'Uppsala, Suède[12]
- 2017 : Médaille Frederic Ives / Prix Quinn en optique de l'Optical Society[13]
- 2021 : Médaille Benjamin Franklin en physique (Franklin Institute)[14]
- 2022 : Médaille Isaac Newton de l'Institut de physique (Royaume-Uni)
- 2023 : Docteur honorifique de l'Université de Salamanque, Espagne